# Deszkowice Pierwsze
Deszkowice Pierwsze – wieś w Polsce położona w województwie lubelskim, w powiecie zamojskim, w gminie Sułów.
Wieś położona w północno-wschodniej części gminy Sułów, nad rzeką Wieprz, w obrębie Padołu Zamojskiego, przy drodze wojewódzkiej nr 848.
Wieś jest sołectwem w gminie Sułów. Według Narodowego Spisu Powszechnego z roku 2011 wieś liczyła 651 mieszkańców.
Wieś jest siedzibą rzymskokatolickiej parafii św. Maksymiliana Marii Kolbego w Deszkowicach.

## Części wsi
| SIMC    | Nazwa       | Rodzaj    |
| ------- | ----------- | --------- |
| 0899584 | Czajki      | część wsi |
| 0899590 | Czternastka | część wsi |
| 0899609 | Góry        | część wsi |
| 0899615 | Kątek       | część wsi |
| 0899621 | Pod Szosą   | część wsi |

## Historia
Pierwszy raz miejscowość pojawiła się w dokumentach w 1398 roku, kiedy Dymitr z Goraja w dniu 14 listopada darował swoim bratankom: Prokopowi, Aleksandrowi, Mikołajowi i Andrzejowi dobra Szczebrzeszyn z wsiami: Źrebce, Kulików, Deszkowice, Michalów, Kosobudy, Topólcza, Brody, Bodaczów, Siedliska, Złojec, Bortatycze, Kisielów (Hyża), Płoskie, Lipsko i Wieprzec (M. Stankowa 1975, s. 24).

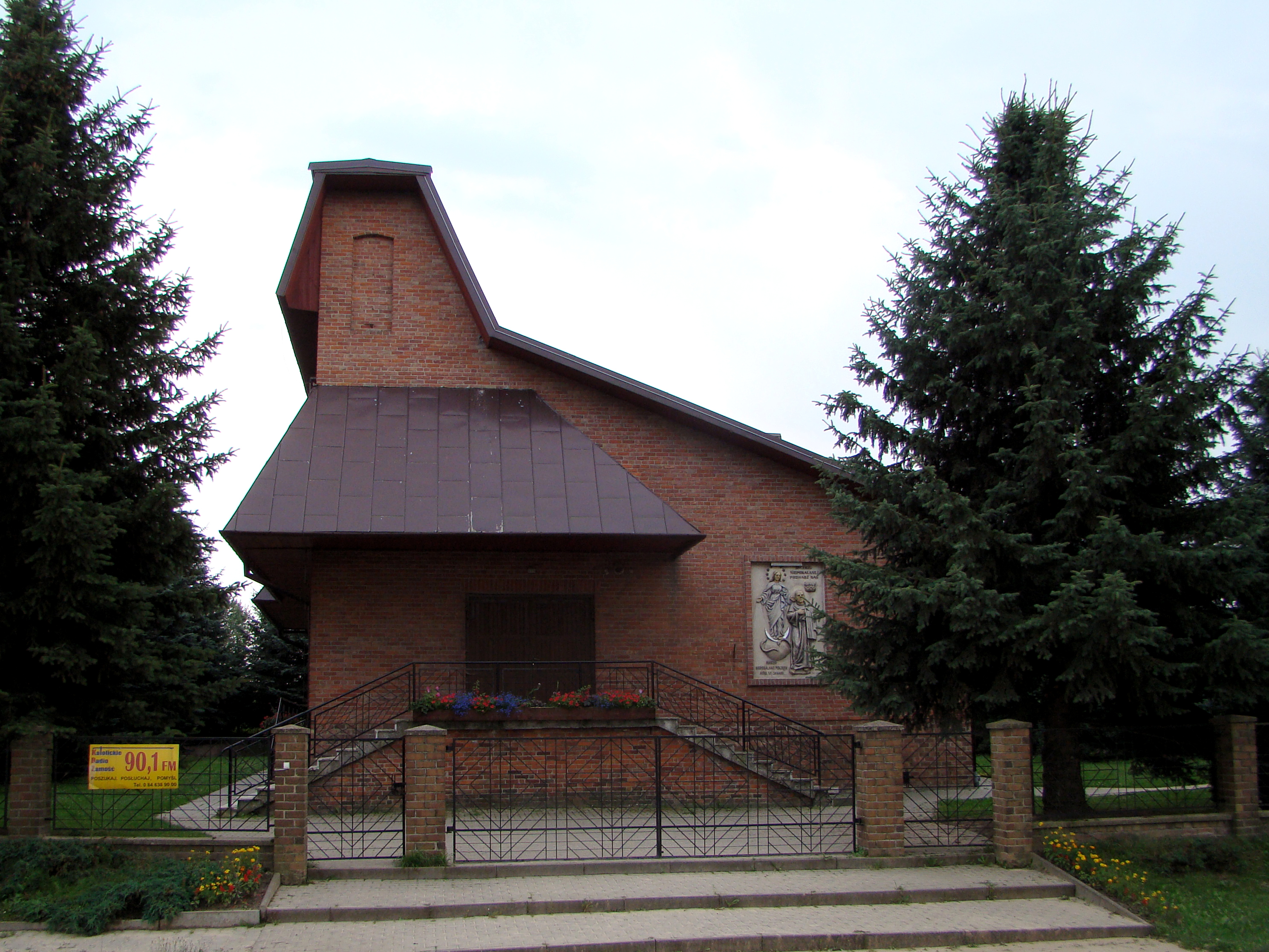
Kościół pw. św. Maksymiliana Kolbego

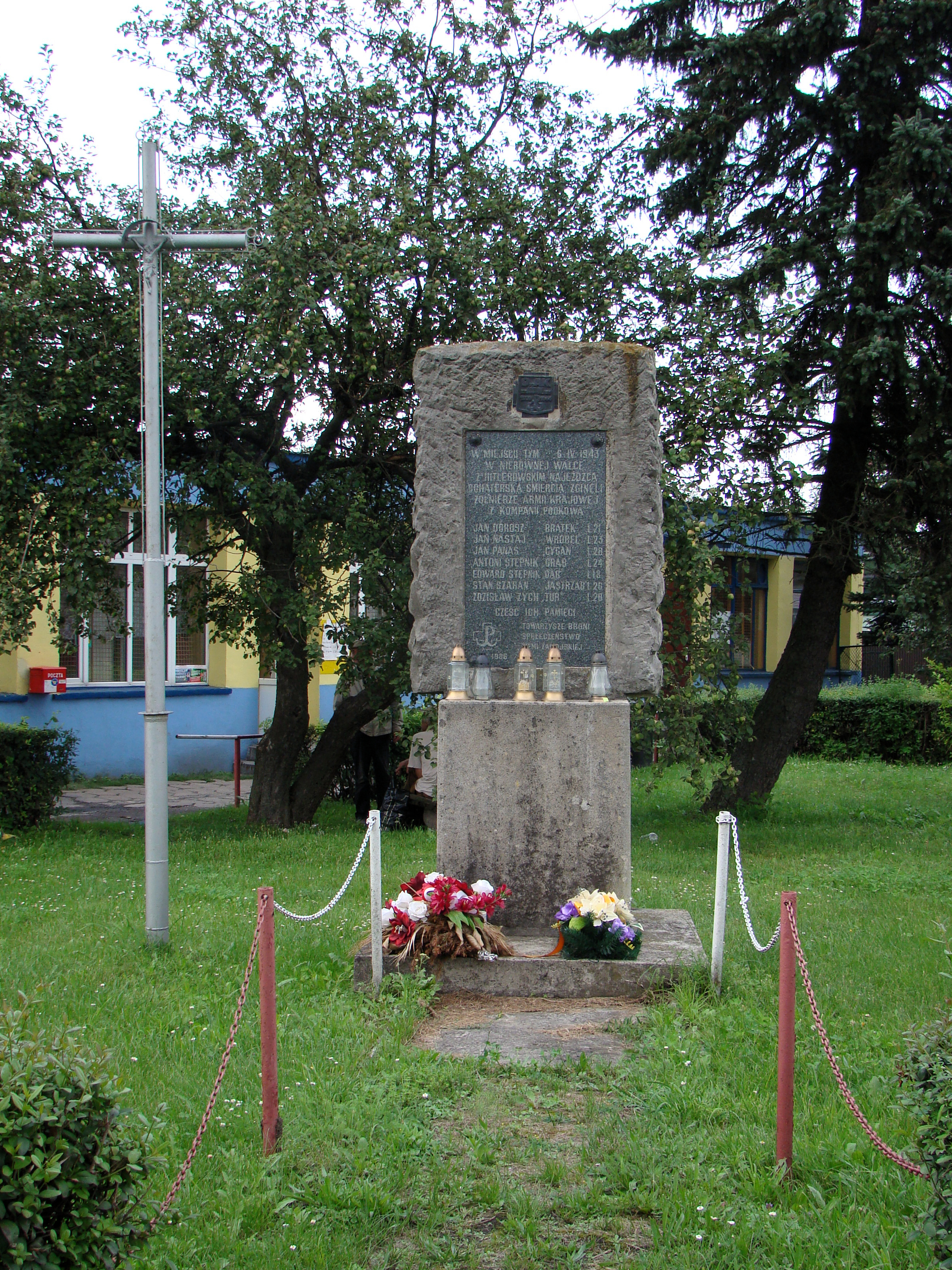
Pomnik żołnierzy AK w Deszkowicach Pierwszych

W 1401 roku dziedzice Szczebrzeszyna powierzyli Bartłomiejowi, synowi Hanka Górskiego, osadzenie wsi Deszkowska Wola na prawie magdeburskim (ZDM, t. V, 1153). Wieś posiadała wówczas 7 łanów użytków (M. Stankowa 1975, s. 25).
Rejestr poborowy z 1564 roku notował w Deszkowicach 19 i ¼ łana użytków, 3 zagrodników bez ziemi, 1 czynszownika, 4 komorników (A. Jabłonowski 1902, s. 200). W 1588 roku istniał we wsi blich (bielarnia płótna) uposażony w grunty. W dwa lata później Stanisław Górka dał Molendzie przywilej na młyn wraz z rolą do niego należącą oraz 100 zł zabezpieczonych na tym młynie. Ponadto Molenda otrzymał dożywotnio karczmę i półłanek należący do karczmy oraz łan roli. Wystawił on karczmę i wraz z żoną i córką Anną Rucką miał zapisane na niej 171 zł (M. Stworzyński 1834, przyp. 49). Według rejestru poborowego z 1589 roku istniał w Deszkowcach folwark, młyn, karczma i staw (W. Bondyra 1993, s. 29). Około roku 1650 we wsi było 48 kmieci osiadłych na półłankach (M. Stworzyński 1834, przyp. 49).
Inwentarz z 1709 roku wymienia tu dwór drewniany na planie prostokąta, trójdzielny, dwutraktowy z sienią na osi. W jednym trakcie znajdowała się izba z komorą boczną, a w drugim piekarnia z komorą. W 1709 roku właścicielem wsi był Deszkowski (I. Rolska-Boruch 1999, s. 156). W 1735 roku w wyniku pożaru spłonęło 12 gospodarstw w Deszkowicach. Odnotowano jednak dalsze inwestycje we wsi: w 1763 roku wybudowano karczmę, a w 1797 roku dwór (M. Stworzyński 1834, przyp. 49). Około 1761 roku Deszkowice kupił Marcin Dydyński, skarbnik grabowiecki i kasztelan lubaczowski (A. Boniecki, t. V, s. 133).
W 1794 roku był we wsi kołodziej Michał Bryka. Spis z 1800 roku umieszczał wieś w ordynackim kluczu szczebrzeskim. Wówczas był tu folwark, młyn, austeria i karczma (R. Orłowski 1963, s. 33 i 93). Inwentarz z 1807 roku wymienia w Deszkowicach staw z młynem, karczmę zajezdną i gorzelnię (M. Stworzyński 1834, przyp. 49).
W 1827 roku wieś położona była w powiecie zamojskim i parafii Nielisz. Liczyła wówczas 101 domów i 612 mieszkańców.
Po ukazie uwłaszczeniowym w 1864 roku doszło w Deszkowicach do buntu chłopów na tle sporu o serwituty w lasach ordynackich, gdy chłopi masowo zaczęli wywozić drewno z lasów klucza starozamojskiego. Dopiero ściągnięcie wojska z Zamościa i Szczebrzeszyna pozwoliło złamać opór włościan (J. Jachymek, A. Koprukowniak, J Marszałek 1980, s. 30).
Według spisu z 1921 roku wieś liczyła 1506 mieszkańców, w tym 19 żydowskich unitów (Skorowidz...., t. IV, s. 29). Właściciel 280 ha ziemi w 1929 roku był hrabia Maurycy Zaniski, natomiast dwa młyny należały do S. Kital sukcesorów Ziajki (Ks. Adr. 1929, s. 509). l
Dnia 10 lipca 1943 roku wieś została wysiedlona przez Niemców (W. Bondyra 1993, s. 29), w listopadzie 1943 roku żandarmeria rozstrzelała we wsi 6 Żydów przywiezionych ze Szczebrzeszyna (Biuletyn GKBZHwP, t. IX, s. 253). W latach 60. powstała tutaj Gminna Spółdzielnia, a w 1977 roku restauracja Ordynacka. W 1979 roku rozpoczęto budowę kościoła pw. św. Maksymiliana Marii Kolbego, który ukończono w 1988 roku.
W latach 1975–1998 miejscowość administracyjnie należała do województwa zamojskiego.

## Archeologia
Według tradycji istniał w Deszkowicach monastyr ruski (M. Stworzyński 1834, przyp. 49). Zapewne z jego istnieniem należy łączyć odkryte podczas badań wykopaliskowych w 1997 roku cmentarzysko szkieletowe, datowane wstępnie na XIII-XV wiek (E. Mitrus 1988, s. 197–202).